# Élections générales britanniques de 1997 à Édimbourg
Des élections générales britanniques ont lieu le 1er mai 1997 pour élire la 52e législature du Parlement du Royaume-Uni. Édimbourg élit 6 des 72 députés écossais.

## Résultats

### Global
| Partis | Partis                    | Voix    | Voix  | Total des sièges | Total des sièges | Total des sièges |
| Partis | Partis                    | Votes   | %     | Sièges           | +/−              |                  |
| ------ | ------------------------- | ------- | ----- | ---------------- | ---------------- | ---------------- |
|        | Parti travailliste        | 111 514 | 42,24 | 5 / 6            | 1                |                  |
|        | Parti conservateur        | 60 529  | 22,93 | 0 / 6            | 2                |                  |
|        | Libéraux-démocrates       | 48 515  | 18,34 | 1 / 6            | 1                |                  |
|        | Parti national écossais   | 38 968  | 14,76 | 0 / 6            | stagnation       |                  |
|        | Parti du référendum       | 2 665   | 1,01  | 0 / 6            | stagnation       |                  |
|        | Parti vert                | 831     | 0,31  | 0 / 6            | stagnation       |                  |
|        | Parti libéral             | 263     | 0,10  | 0 / 6            | stagnation       |                  |
|        | Parti de la loi naturelle | 195     | 0,07  | 0 / 6            | stagnation       |                  |
|        | UKIP                      | 81      | 0,03  | 0 / 6            | stagnation       |                  |
|        | Autres                    | 448     | 0,17  | 0 / 6            | stagnation       |                  |
| Total  | Total                     | 264 009 | 100   | 6 / 6            | stagnation       |                  |

### Par circonscription

#### Edinburgh Central
| Candidats                      | Candidats                      | Partis                         | Voix   | %    |
| ------------------------------ | ------------------------------ | ------------------------------ | ------ | ---- |
|                                | Alistair Darling               | Parti travailliste             | 20 125 | 47,1 |
|                                | Mike Scott-Hayward             | Parti conservateur             | 9 055  | 21,2 |
|                                | Fiona Hyslop                   | Parti national écossais        | 6 750  | 15,8 |
|                                | Karen Utting                   | Libéraux-démocrates            | 5 605  | 13,1 |
|                                | Linda Hendry                   | Parti vert                     | 607    | 1,4  |
|                                | Austin Skinner                 | Parti du référendum            | 495    | 1,2  |
|                                | Mark Benson                    | Indépendant                    | 98     | 0,2  |
| Total (Participation : 67,1 %) | Total (Participation : 67,1 %) | Total (Participation : 67,1 %) | 42 735 | 100  |

#### Edinburgh East & Musselburgh
| Candidats                      | Candidats                      | Partis                         | Voix   | %    |
| ------------------------------ | ------------------------------ | ------------------------------ | ------ | ---- |
|                                | Gavin Strang                   | Parti travailliste             | 22 564 | 53,6 |
|                                | Derrick White                  | Parti national écossais        | 8 034  | 19,1 |
|                                | Kenneth Ward                   | Parti conservateur             | 6 483  | 15,4 |
|                                | Callum MacKellar               | Libéraux-démocrates            | 4 511  | 10,7 |
|                                | James Sibbet                   | Parti du référendum            | 526    | 1,2  |
| Total (Participation : 70,6 %) | Total (Participation : 70,6 %) | Total (Participation : 70,6 %) | 42 118 | 100  |

#### Edinburgh North & Leith
| Candidats                      | Candidats                      | Partis                         | Voix   | %    |
| ------------------------------ | ------------------------------ | ------------------------------ | ------ | ---- |
|                                | Malcolm Chisholm               | Parti travailliste             | 19 209 | 46,9 |
|                                | Anne Dana                      | Parti national écossais        | 8 231  | 20,1 |
|                                | Ewen Stewart                   | Parti conservateur             | 7 312  | 17,9 |
|                                | Hilary Campbell                | Libéraux-démocrates            | 5 335  | 13,0 |
|                                | Sandy Graham                   | Parti du référendum            | 441    | 1,1  |
|                                | Gavin Brown                    | Autres                         | 320    | 0,8  |
|                                | Paul Douglas-Reid              | Parti de la loi naturelle      | 97     | 0,2  |
| Total (Participation : 66,5 %) | Total (Participation : 66,5 %) | Total (Participation : 66,5 %) | 40 945 | 100  |

#### Edinburgh Pentlands
| Candidats                      | Candidats                      | Partis                         | Voix   | %    |
| ------------------------------ | ------------------------------ | ------------------------------ | ------ | ---- |
|                                | Lynda Clark                    | Parti travailliste             | 19 675 | 43,0 |
|                                | Malcolm Rifkind                | Parti conservateur             | 14 813 | 32,4 |
|                                | Stewart Gibb                   | Parti national écossais        | 5 952  | 13,0 |
|                                | Jenny Dawe                     | Libéraux-démocrates            | 4 575  | 10,0 |
|                                | Malcolm McDonald               | Parti du référendum            | 422    | 0,9  |
|                                | Robin Harper                   | Parti vert                     | 224    | 0,5  |
|                                | Alistair McConnachie           | UKIP                           | 81     | 0,2  |
| Total (Participation : 76,7 %) | Total (Participation : 76,7 %) | Total (Participation : 76,7 %) | 45 742 | 100  |

#### Edinburgh South
| Candidats                      | Candidats                      | Partis                         | Voix   | %    |
| ------------------------------ | ------------------------------ | ------------------------------ | ------ | ---- |
|                                | Nigel Griffiths                | Parti travailliste             | 20 993 | 46,8 |
|                                | Elizabeth Smith                | Parti conservateur             | 9 541  | 21,3 |
|                                | Mike Pringle                   | Libéraux-démocrates            | 7 911  | 17,6 |
|                                | John Hargreaves                | Parti national écossais        | 5 791  | 12,9 |
|                                | Ian McLean                     | Parti du référendum            | 504    | 1,1  |
|                                | Bradley Dunn                   | Parti de la loi naturelle      | 98     | 0,2  |
| Total (Participation : 71,8 %) | Total (Participation : 71,8 %) | Total (Participation : 71,8 %) | 44 838 | 100  |

#### Edinburgh West
| Candidats                      | Candidats                      | Partis                         | Voix   | %    |
| ------------------------------ | ------------------------------ | ------------------------------ | ------ | ---- |
|                                | Donald Gorrie                  | Libéraux-démocrates            | 20 578 | 43,2 |
|                                | James Douglas-Hamilton         | Parti conservateur             | 13 325 | 28,0 |
|                                | Lesley Hinds                   | Parti travailliste             | 8 948  | 18,8 |
|                                | Graham Sutherland              | Parti national écossais        | 4 210  | 8,8  |
|                                | Stephen Elphick                | Parti du référendum            | 277    | 0,6  |
|                                | Paul Coombes                   | Parti libéral                  | 263    | 0,6  |
|                                | Antony Jack                    | Indépendant                    | 30     | 0,1  |
| Total (Participation : 77,9 %) | Total (Participation : 77,9 %) | Total (Participation : 77,9 %) | 47 631 | 100  |

### Députés élus
| Circonscription              | Député élu | Député élu       |
| ---------------------------- | ---------- | ---------------- |
| Edinburgh Central            |            | Alistair Darling |
| Edinburgh East & Musselburgh |            | Gavin Strang     |
| Edinburgh North & Leith      |            | Malcolm Chisholm |
| Edinburgh Pentlands          |            | Lynda Clark      |
| Edinburgh South              |            | Nigel Griffiths  |
| Edinburgh West               |            | Donald Gorrie    |